# Ciencia y caridad
Ciencia y caridad es una pintura al óleo realizada por Pablo Picasso en 1897 en Barcelona y que actualmente forma parte de la colección permanente del Museo Picasso de Barcelona. Se trata de una de las obras más representativas de la etapa de formación del artista y la realizó con solo 15 años.

## Historia

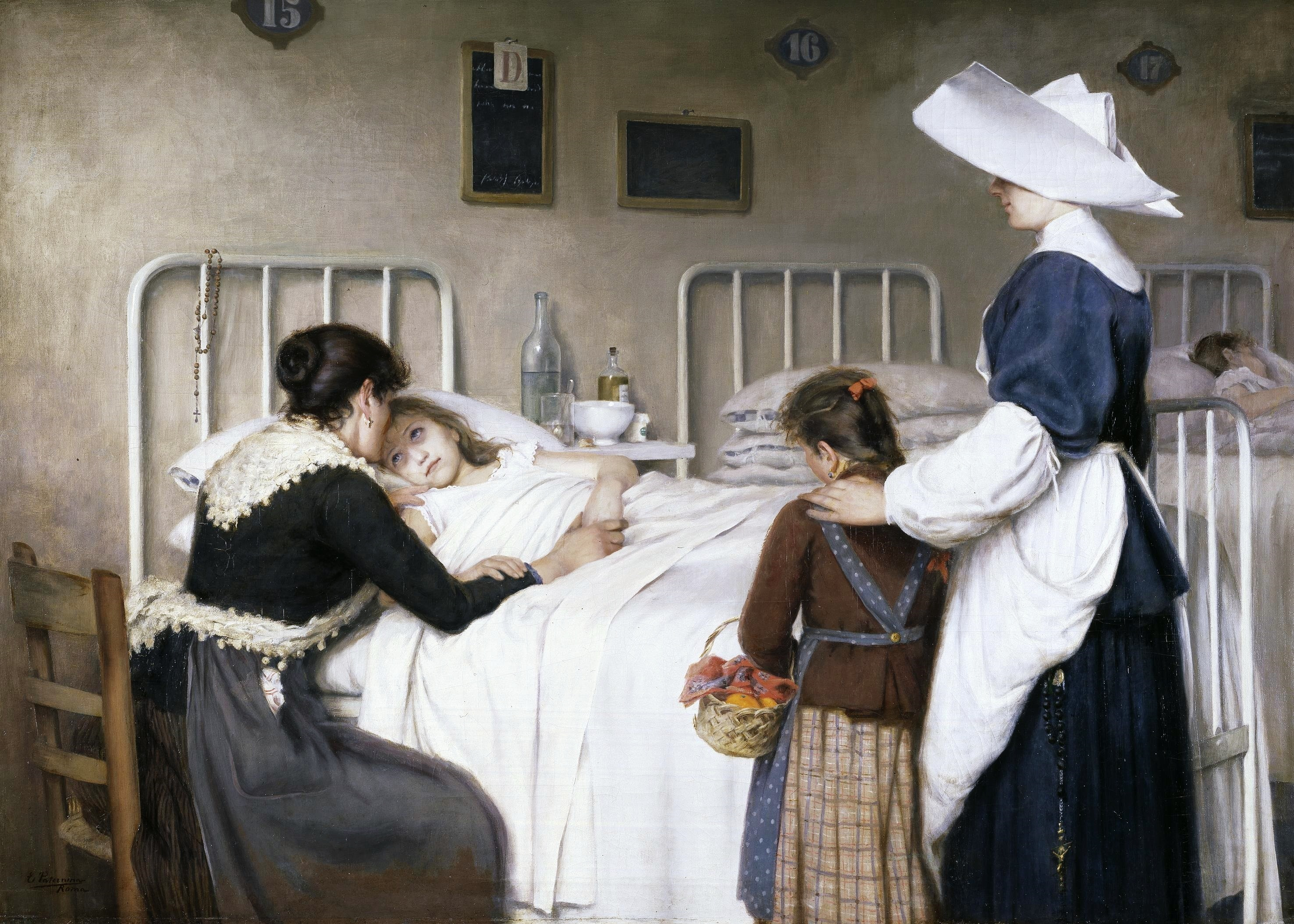
La visita de la madre al hospital, de Enrique Paternina García Cid. 1892. (Museo del Prado, Madrid).

José Ruiz Blasco, padre de Picasso, era un profesor de pintura que deseaba que su hijo lograra lo que él no había podido, triunfar en el mundo de la pintura. Por eso ofreció a su hijo una sólida formación académica, para que éste pudiera triunfar en las Exposiciones Nacionales de Bellas Artes que se celebraban anualmente en Madrid. Picasso comenzó su formación académica en La Coruña y, una vez en Barcelona, se inscribió en la Escuela de la Llotja.
En 1896 Picasso había recibido muy buenas críticas por su obra La Primera Comunión, presentada en la Tercera Exposición de Bellas Artes e Industrias Artísticas de Barcelona. Este hecho animó a su padre a alquilar un taller para su hijo en el número 4 de la calle de la Plata del Barrio de la Ribera, cerca de la residencia familiar en la calle Mercè. En este taller fue donde pintaría Ciencia y caridad.
Se cree que se inspiró en la obra La visita de la madre de Enrique Paternina y en Una sala del hospital durante la visita del médico jefe, del sevillano Luis Jiménez Aranda. Picasso ya había pintado anteriormente algún cuadro de temática similar (La enferma, pintado en La Coruña en 1894).
Para preparar la obra, Picasso realizó varios apuntes previos y bocetos. El Museu Picasso conserva 6 de estos bocetos que son expuestos de forma rotativa en la colección permanente. Uno de ellos se encuentra pintado en el reverso de otra obra, el Retrato de Joan Vidal Ventosa.
Una vez finalizada, se presentó en la Exposición General de Bellas Artes de 1897 en Madrid, y posteriormente en la Exposición Provincial de Málaga del mismo año. Una vez acabada la muestra, la obra permanecería en Málaga, en el domicilio de Salvador Ruiz Blasco, tío de Picasso, hasta que este murió en 1918 y su viuda la envió a Barcelona, donde estuvo colgada en el domicilio de la familia Vilató Ruiz en el Paseo de Gracia hasta que el artista la donó al museo, junto con otras obras. Ciencia y caridad ingresó en el museo con el código de registro MPB110.046 y actualmente se encuentra expuesto de forma permanente en la Sala 13 del museo.

## Descripción
Se trata de una obra vinculada al realismo social, estilo muy de moda durante la segunda mitad del siglo XIX. La expansión de la revolución industrial había consolidado una burguesía que necesitaba poder ostentar su nueva condición social. Influidos por escritores como Émile Zola, algunos pintores comenzaron a pintar obras para esta nueva burguesía, a la que le gustaba el realismo social. El interés que despertaba la ciencia y los temas de medicina hicieron que esta temática se repitiera por toda Europa. Así surgió la pintura hospitalaria, un subgénero del realismo social que tuvo su auge entre 1880 y 1900.
La composición de la obra, de grandes dimensiones, sigue una estructura clásica, donde todos los personajes están dispuestos de manera que el espectador centre la atención en la enferma. La ambientación y dimensiones de la sala representada intentan crear una situación intimista.

### Modelos
- Médico: La figura del médico está representada por José Ruiz Blasco, padre del pintor, y representa la medicina moderna, el progreso.
- Enferma y niño: Se trata de una mendiga del barrio y de su hijo, a quien Picasso contrató como modelos por una suma total de 10 pesetas.
- Monja: Se cree que Picasso usó a algún amigo o adolescente, pidiéndole que se disfrazara con los trajes de una monja amiga de la familia que venía de Málaga, pero residía en ese momento en Barcelona. La monja representa el socorro asistencial.[6]

## Exposiciones
Durante el otoño de 2010 se realizó una pequeña exposición temporal basada en el estudio de esta obra en el mismo museo.  En la exposición se pudieron ver varias obras de temática clínica de otros pintores como Antonio Casanova, Théobald Chartran, Heny Geoffroy, Leo Van Aken, Arturo Michelena o Marc-Aurèle de Foy Suzor-Coté, entre otros. Otras exposiciones temporales:
- 1980 - Pablo Picasso: A retrospective. Museum of Modern Art, Nueva York (mayo-septiembre)
- 1982 - Picasso 1981-73. Exposición antológica. Museu Picasso, Barcelona (enero-febrero)

## Premios y reconocimientos
- 1897 - Mención Honorífica en la Exposición Nacional de Bellas Artes de Madrid
- 1897 - Medalla de Oro en la Exposición Provincial de Málaga